# Azur Air
Azur Air (юридическое название ООО «АЗУР эйр») — крупнейшая российская чартерная авиакомпания, осуществляющая рейсы из сорока городов России по 29 международным туристическим направлениям, является стратегическим партнёром туроператора Anex Tour. Под брендом AZUR air компания начала работу с декабря 2014 года.
Авиакомпания AZUR air была создана на базе авиакомпании Катэкавиа с использованием её сертификата эксплуатанта, «дочки» ЮТэйр, с 1995 года выполнявшей полёты по внутренним направлениям. С 8 марта 2022 года авиакомпания временно приостановила все международные рейсы, но позже они были возобновлены.

## История

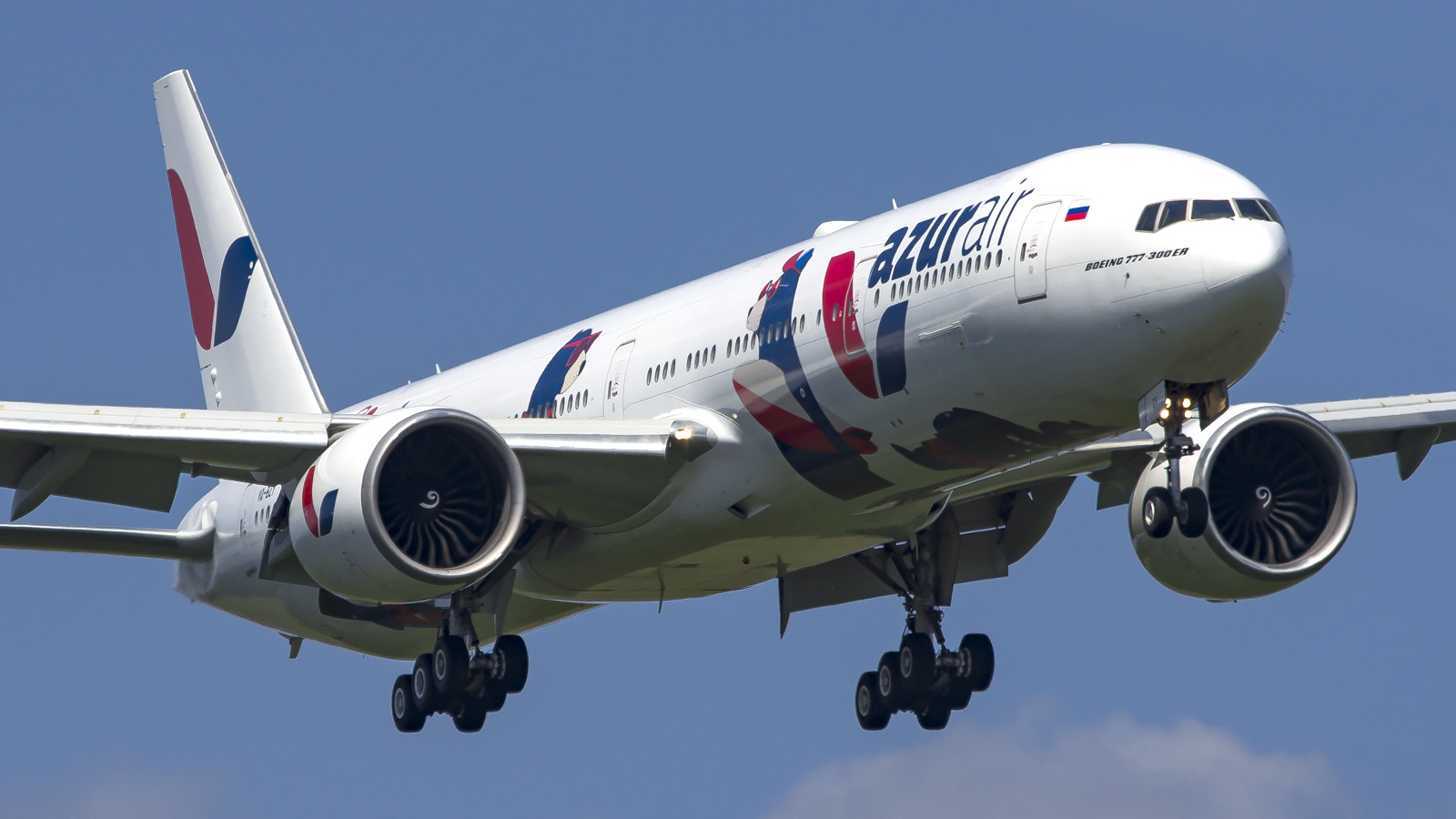
Boeing 777-300ER Azur Air

В 2014 году топ-менеджмент Utair принял решение выделить чартерное направление в отдельную компанию, а за основу новой компании взяло Катэкавиа. Однако уже в октябре того же года руководство Utair решило продать компанию. Авиакомпания AZUR air была создана на базе авиакомпании Катэкавиа в 2014 году. Из авиакомпании был полностью выведен флот в авиакомпанию Турухан, а Azur air получила свой первый Boeing 757-200. Первый полёт был совершён 17 декабря 2014 года в Шарм-эль-Шейх. В течение первого года флот компании стал насчитывать четырнадцать самолётов, представленных двумя типами — Boeing 767-300 и Boeing 757-200.
В 2012 году Ютэйр выкупил 25 % акций авиакомпании Катэкавиа, а в 2013 году доля уставного капитала составила 75 %. В 2015 году компания Azur air полностью стала самостоятельной и независимой после продажи Ютэйр оставшихся акций. Осенью 2015 года состоялось переименование юридического лица и замена сертификата эксплуатанта.

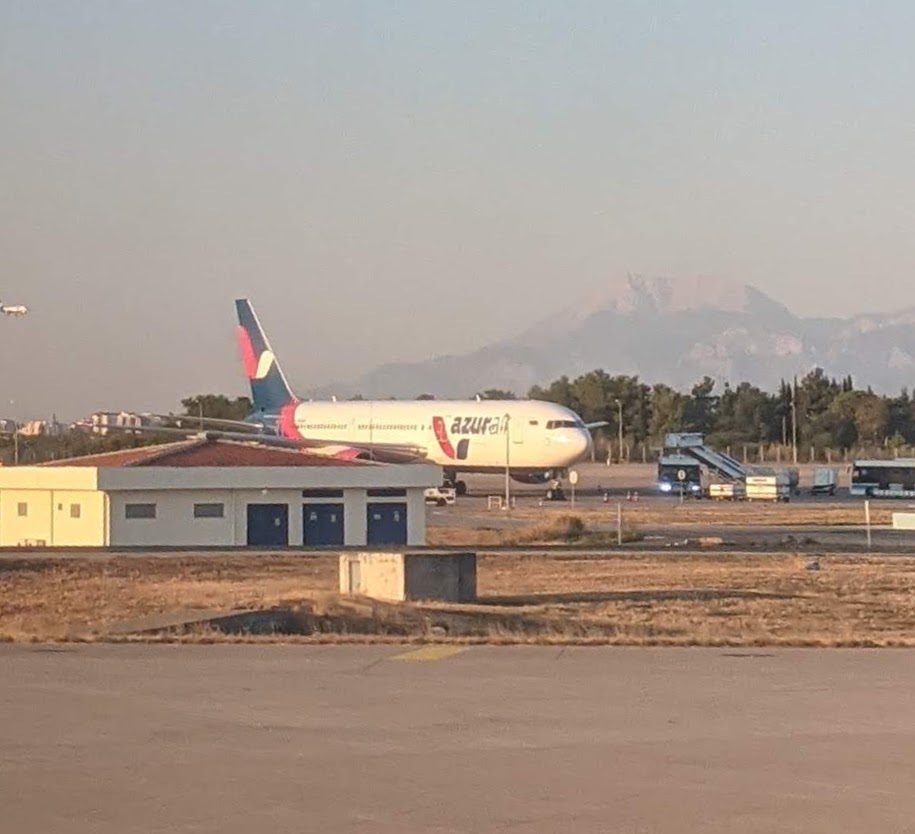
Boeing 767 Azur Air в Анталье, 2021 год

В феврале 2016 года авиакомпания AZUR air получила допуск Росавиации к выполнению международных маршрутов на регулярной основе.
30 июня 2017 года авиакомпания Azur Air Germany получила сертификат эксплуатанта.
3 июля 2017 года свой первый рейс совершила авиакомпания Azur Air Germany. Первый рейс она совершила из базового аэропорта Дюссельдорфа (Германия) в Пальму-де-Майорку (Испания).
16 августа 2017 года AZUR air была оштрафована Управлением Роспотребнадзора по Свердловской области за нарушения прав потребителей на 60 000 рублей. Поводом стали неоднократные задержки рейсов.
При задержке рейсов авиакомпанией не были соблюдены установленные федеральным законодательством требования к оказанию услуг пассажирам: нарушены сроки размещения пассажиров в гостиницы в ночное время и предоставления пассажирам горячего питания. Более того, часть пассажиров вовсе не были размещены в гостиницах и не всем было предоставлено горячее питание.
11 октября 2017 года AZUR air была оштрафована мировым судьей в Советском районе Красноярска по нескольким административным делам за опоздания рейсов из нескольких городов России. Общая сумма штрафов составила более 600 тысяч рублей.
19 октября 2017 года появилась информация, что AZUR air претендует на пассажирский лайнер Boeing 777, ранее эксплуатирующийся «ВИМ-Авиа».
С 2017 года три Boeing-767-300 будут летать в новой авиакомпании тех же учредителей с таким же названием, но зарегистрированной в немецком Дюссельдорфе. Немецкий AZUR air будет выполнять рейсы по средиземноморским курортным направлениям в интересах туроператора Anex Tour, которому и принадлежит перевозчик.
В январе 2018 года появились сообщения о конфликте ANEX Tour и AZUR air с авиакомпанией «Россия».
В январе 2018 года авиакомпания стала одной из четырёх (три других — Pegas Fly, Nordwind, Royal Flight), к которой было предъявлено требование Федеральным агентством воздушного транспорта РФ о сокращении чартерной программы из-за нехватки резервных ресурсов.
2 февраля 2018 года Федеральное агентство воздушного транспорта ограничило срок действия сертификата эксплуатанта до 20 марта 2018 года, выданного ранее авиакомпании Azur Air. Причиной введения ограничений в ведомстве назвали выявленные в работе компании нарушения. 22 февраля Ростуризм потребовал прекратить продажи путёвок с перелётом рейсами Azur Air после 19 марта. В случае неустранения нарушений компания может прекратить полёты уже 21 марта. 19 марта 2018 года Росавиация сняла ограничение срока действия сертификата эксплуатанта с авиакомпании Azur Air.
С 1 октября 2018 года авиакомпания AZUR air начинает перевод московских рейсов в Международный аэропорт Внуково. Переход будет осуществляться в несколько этапов и завершится к концу октября.
В январе 2023 года стало известно, что Следственный комитет возбудил уголовное дело против неустановленных лиц в руководстве компании. Их подозревают в даче взятки бывшему начальнику управления лётной эксплуатации Росавиации Максиму Костылеву. По версии следствия, ему продали путёвки в Турцию по цене, заниженной на 4,7 млн руб.
В июне 2023 года МИД назначил Азур Эйр ответственной за перевозку туристов на Занзибар, в августе того же года компания запустила прямые рейсы из Сочи в Пхукет.
Летом 2023 года компания обеспечивала до 130 перелетов в Египет, Турцию и Таиланд.
В июне 2024 года последний Boeing 777-300ER авиакомпании выполнил 3 сезонных рейса в Санкт-Петербург для поддержания состоянии лётной годности воздушного судна.
Осенью этого же года стало известно, что авиакомпания будет выполнять рейсы на Гоа из 4 российских городов в зимнем сезоне, а также впервые полетят чартеры из Сочи на Шри-Ланку и в Египет.
В марте 2025 года авиакомпания ввела в эксплуатацию новый Boeing 757-200 с бортовым номером RA-73357, ранее летавший в Royal Flight. Также, перевозчик возобновил рейсы на вьетнамский курорт Нячанг. Полеты во Вьетнам были прекращены с марта 2022 года.

## Флот
По состоянию на июнь 2023 года размер флота ООО «АЗУР эйр» составляет 22 самолёта. Средний возраст самолётов на июнь 2023 года составляет 26,9 лет.

### Ливрея и именные самолёты
Самолёты в современной ливрее имеют синюю надпись Azur Air и логотип авиакомпании на обеих сторонах фюзеляжа, на синем стабилизаторе расположен логотип компании.

## Показатели деятельности
Количество перевезённых пассажиров:
- в 2011 году — 109 324 пассажиров[26]
- в 2015 году — 3 456 432 пассажира[27]
- в 2016 году — 2 567 000 пассажиров, 10 000 рейсов[28]
- в 2017 году — 3 546 785 пассажиров, 15647 рейсов[29]

## Санкции
7 апреля 2022 года, на фоне вторжения России на Украину, авиакомпания внесена в санкционный список США из-за того что авиакомпания нарушила санкции, введённые против России. Авиакомпании запрещено экспортировать американскую продукцию из США, а также реэкспортировать её из других стран мира.
19 октября 2022 года компания внесена в санкционный список Украины так как «компания осуществляет деятельность в отраслях, имеющих стратегическое значение для Правительства России».
С 2024 года авиакомпания начала сокращать свой флот. Один Боинг 767-300 и один Боинг 757-200 будут выведены из эксплуатации, Боинг 777-300 и Боинг 737-800 будут эксплуатироваться в зависимости от условий международных перевозок и рынка.

## Происшествия

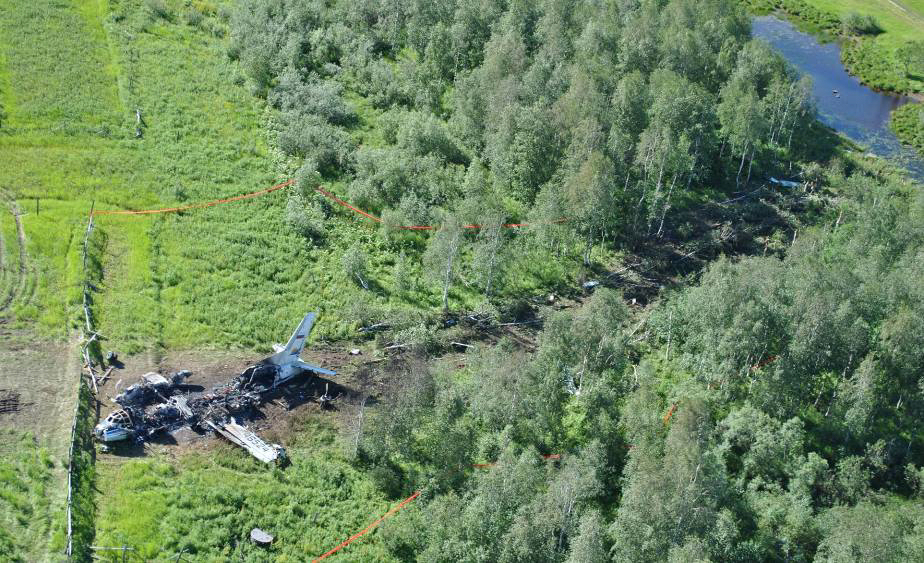
Ан-24 после катастрофы 2010 года

### Катэкавиа
- 2 августа 2010 года при заходе на посадку в аэропорту Игарки в Красноярском крае произошла катастрофа самолёта Ан-24[32]. Погибли 11 пассажиров и бортпроводник, члены лётного экипажа выжили. Причиной катастрофы стало непринятие экипажем своевременного решения об уходе на второй круг и снижение самолёта ниже установленной минимально безопасной высоты (100 м) при отсутствии надёжного визуального контакта с огнями ВПП[33].
- 26 ноября 2014 года самолёт Ту-134, стоявший на взлётной полосе аэропорта Игарки в сильный мороз, примёрз ко взлётной полосе, и пассажирам (вахтовикам, которых этот самолёт должен был перевозить чартерным рейсом) пришлось толкать этот самолёт, у которого якобы замёрзла тормозная система шасси[34]. Этот эпизод засняли на видео и выложили запись в интернет. Позже последовали опровержения[35], в частности технический директор авиакомпании «Катэкавиа» Владимир Артеменко сообщил:

Самолёт был полностью технически исправен и не мог примёрзнуть к перрону. Также не могло быть замерзания тормозных систем шасси.
Западно-Сибирская транспортная прокуратура провела проверку исполнения законодательства безопасности полётов, чтобы оценить законность действий всех участников: службы аэропорта, авиакомпании, экипажа и пассажиров. Директор аэропорта Игарки Максим Аксёнов сделал поспешное заявление, что вахтовики сделали это видео «ради селфи», старший помощник Западно-Сибирского транспортного прокурора Оксана Горбунова также заявила, что считает это событие розыгрышем, что люди не смогли бы сдвинуть самолёт с места. Сам полёт после этого инцидента прошёл нормально.

### Azur Air
- 14 февраля 2019 года в аэропорту Внуково самолёт авиакомпании Россия (Boeing 747) во время буксировки задел законцовкой крыла (винглетом) хвостовое оперение (стабилизатор) припаркованного самолёта авиакомпании Azur Air (Boeing 767). В авиакомпании Россия ущерб оценили в $300 тыс. во время инцидента на воздушных судах не было пассажиров, никто не пострадал.[41]
- 25 сентября 2019 года в городе Барнауле совершил жёсткую посадку самолёт Boeing 767-300 Azur Air, следовавший рейсом Камрань — Барнаул. По сообщению ТАСС, произошло возгорание стойки шасси самолёта[42]. В Azur Air не подтвердили информацию о возгорании стойки шасси[43]. На борту находились 334 пассажира и 10 членов экипажа. По заявлению министра здравоохранения Алтайского края Дмитрия Попова, «обратилось за медпомощью 49 человек, всего было зарегистрировано 7 бригад скорой помощи — к ним обратились 25 человек. Потребовали диагностики и стационарного обследования — 7, госпитализирован 1 с переломом позвоночника в горбольницу, 6 оценены как с лёгкой степенью тяжести — в двух случаях переломы[44]. Авиакомпания приняла решение о выплате компенсации по 100 тысяч рублей пассажирам самолёта[45]».

## Неурядицы
Пассажирам рейса Хургада — Уфа раздали «Дошираки» вместо бортпитания. Это вызвало неоднозначную реакцию туристов, а позже и пользователей соцсетей. Авиакомпания объяснила произошедшее тем, что питание было загружено в самолёт на два рейса туда и обратно. Из-за изменения расписания было невозможно соблюсти условия хранения продуктов и именно поэтому было принято решение предоставить пассажирам лапшу быстрого приготовления.